# Đài Bắc 101

Đài Bắc 101 (tiếng Trung: 臺北101) – hay Taipei 101, từng được gọi là Trung tâm Tài chính Thế giới Đài Bắc – là một tòa nhà cao tầng có tính dấu mốc tại quận Tín Nghĩa, Đài Bắc, Đài Loan. Tòa nhà được chính thức xác định là cao nhất thế giới trong năm 2004, và duy trì vị thế này cho đến khi tòa nhà Burj Khalifa tại Dubai khánh thành vào năm 2010. Năm 2011, tòa nhà được trao tặng giấy chứng nhận bạch kim LEED, giải thưởng cao nhất theo hệ thống xếp hạng LEED, và trở thành tòa nhà xanh cao nhất và lớn nhất trên thế giới.
Đài Bắc 101 do Lý Tổ Nguyên và các đối tác thiết kế là Samsung C&T và KTRT Joint Venture xây dựng. Quá trình xây dựng tòa tháp cao 101 tầng khởi công vào năm 1999 và hoàn thành vào năm 2004. Tháp đóng vai trò là một biểu tượng cho Đài Loan hiện đại từ khi nó khánh thành. Tòa nhà trên phương diện kiến trúc tạo thành một biểu trưng cho sự tiến triển kỹ thuật và truyền thống châu Á. Phong cách hậu hiện đại của tòa nhà tiếp cận với phong cách kết hợp các yếu tố thiết kế truyền thống và có cách thức xử lý hiện đại với chúng. Tháp được thiết kế để chịu được các cơn bão nhiệt đới và động đất. Một khu mua sắm nhiều đẳng cấp nằm kế bên tháp, với hàng trăm cửa hiệu, nhà hàng và câu lạc bộ. Pháo hoa được bắn từ Đài Bắc 101 là một đặc điểm nổi bật trên truyền thông quốc tế trong dịp đón Tết Dương lịch.
Đài Bắc 101 chủ yếu thuộc quyền sở hữu của Tập đoàn Quốc tế Đính Tân, trách nhiệm quản lý tài sản và cho thuê là của hãng Urban Retail Properties. Tên dự tính ban đầu của tòa nhà là Trung tâm Tài chính Quốc tế Đài Bắc.

## Đặc điểm

### Chiều cao

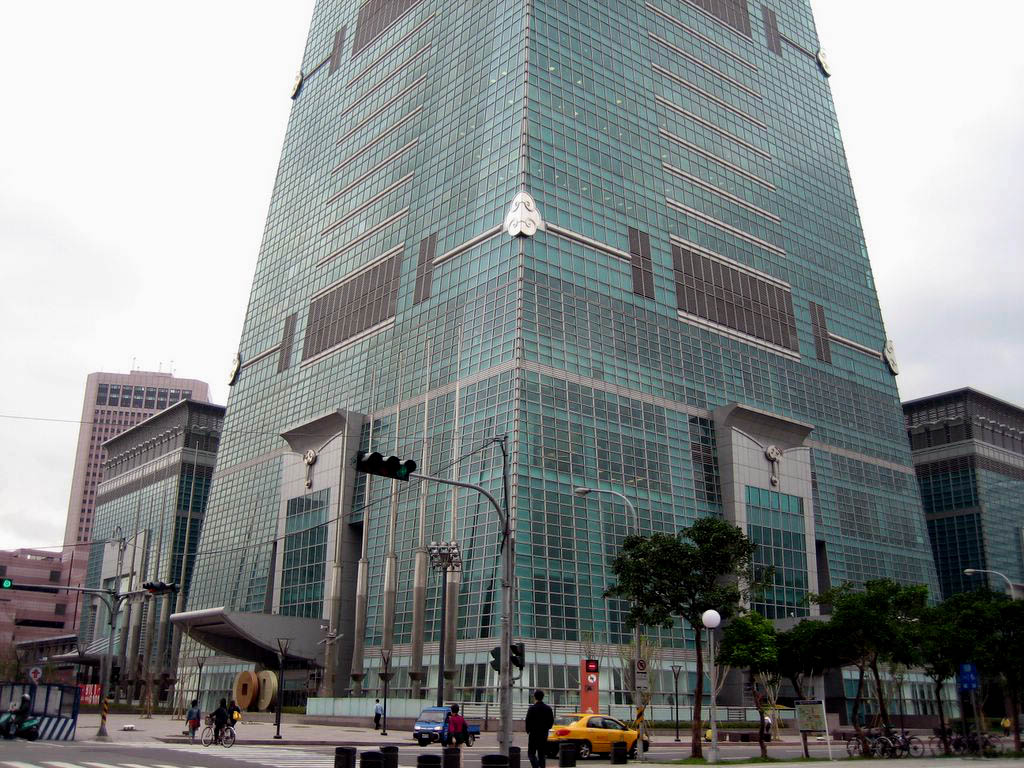
Chân của tháp

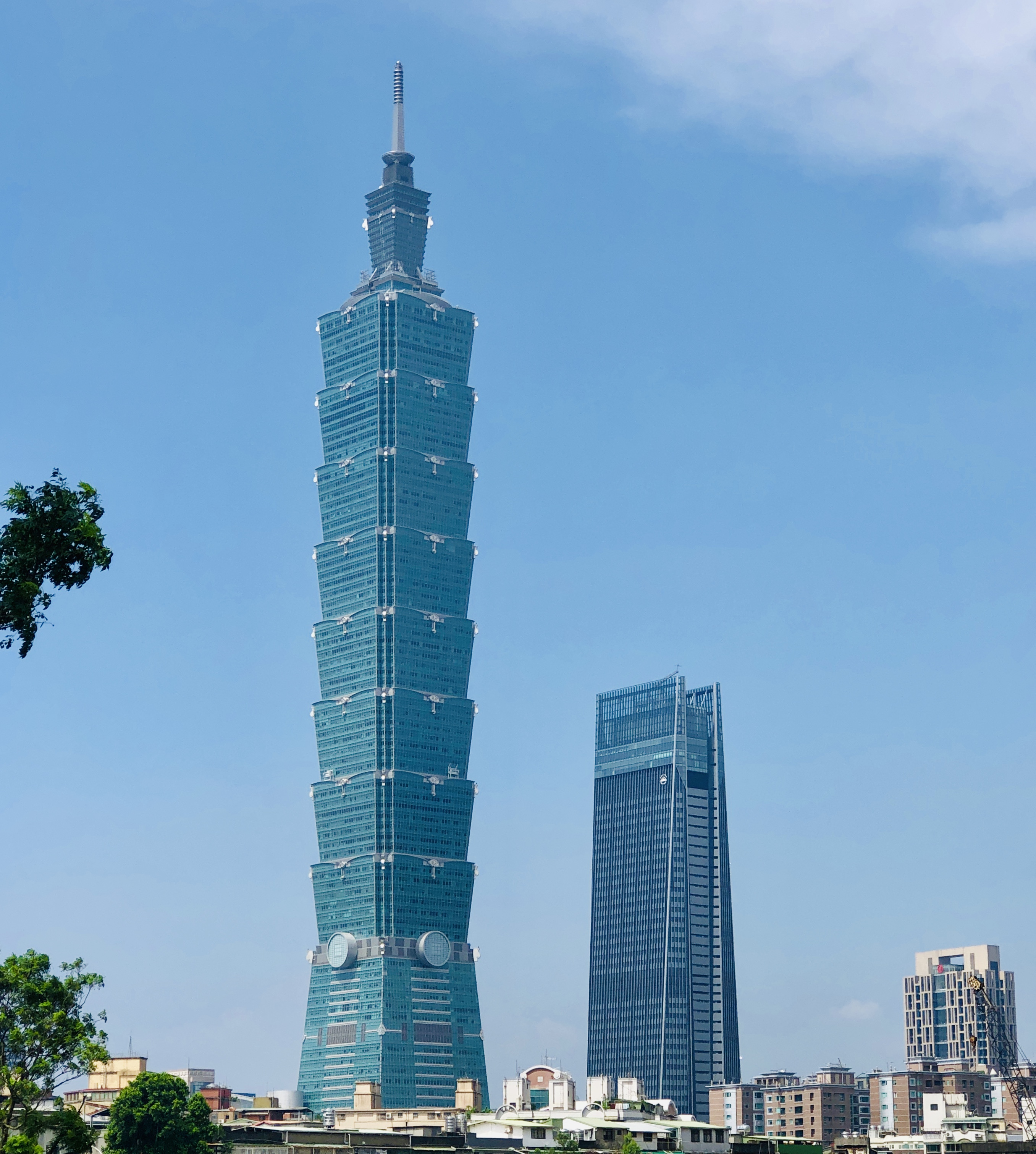
Đài Bắc 101 và Taipei Nan Shan Plaza

Đài Bắc 101 có 101 tầng trên nền, cùng 5 tầng hầm. Đây không những là tòa nhà đầu tiên trên thế giới vượt trên độ cao nửa km, mà còn là tòa nhà cao nhất thế giới từ tháng 3 năm 2004 đến ngày 10 tháng 3 năm 2010 Tính đến  ngày 28 tháng 7 năm 2011, đây vẫn là công trình xanh lớn nhất và cao nhất được sử dụng.
Khi hoàn thành, Đài Bắc 101 là tòa nhà có người ở cao nhất trên thế giới, với 509,2 m (1.671 ft) nếu đo đến đỉnh kiến trúc thì vượt qua Tháp đôi Petronas có độ cao 451,9 m (1.483 ft). Chiều cao nếu tính từ nóc nhà là 449,2 m (1.474 ft), và tính đến tầng khả dụng cao nhất là 439,2 m (1.441 ft), vượt qua các kỷ lục trước đó là 442 m (1.450 ft) và 412,4 m (1.353 ft) của Tháp Willis. Nó cũng vượt qua Tòa nhà Tuntex Sky cao 347,5 m (1.140 ft)tại Cao Hùng để trở thành tòa nhà cao nhất tại Đài Loan, và vượt qua Tòa nhà Bảo hiểm Nhân thọ Tân Quang cao 244,15 m (801 ft) để trở thành tòa nhà cao nhất tại Đài Bắc. Đài Bắc 101 yêu cầu ghi nhận chính thức cho kỷ lục đồng hồ mặt trời lớn nhất thế giới và đồng hồ đếm ngược đón Tết Dương lịch lớn nhất thế giới.
Một số nguồn, trong đó có nguồn của chủ sở hữu tòa nhà, đưa ra số liệu chiều cao của Đài Bắc 101 là 508 m (1.667 ft), chiều cao mái và chiều cao tầng đỉnh là 448 m (1.470 ft) và 438 m (1.437 ft). Số liệu thấp hơn do chưa tính chiều cao của thềm 1,2 m (4 ft) tại chân tháp. Tuy nhiên, các tiêu chuẩn CTBUH tính cả chiều cao của thềm trong chiều cao tổng thể, do nó đại diện cho bộ phận của cấu trúc nhân tạo và nằm phía trên của mặt lát xung quanh. Đài Bắc 101 thay thế Tháp đôi Petronas làm tòa nhà cao nhất thế giới với chênh lệch 57,3 m (188 ft). Kỷ lục cao nhất thế giới từ mặt đất đến đỉnh tháp của Đài Bắc 101 bị Burj Khalifa cao 829,8 m (2.722 ft) tại Dubai vượt qua vào năm 2010. Kỷ lục cao nhất về mái và tầng khả dụng bị Trung tâm Tài chính Thế giới Thượng Hải vượt qua vào năm 2008, kỷ lục này sau đó cũng rơi vào tay Burj Khalifa.

### Thiết kế
Đài Bắc 101 được thiết kế để chịu được gió bão và rung động động đất, là những hiện tượng phổ biến tại khu vực phía đông của Đài Loan. Những người lập kế hoạch thiết kế Đài Bắc 101 chịu được gió có tốc độ 60 mét trên giây (197 ft/s), (216 km/h hay 134 mph), cũng như các trận động đất lớn nhất trong một chu kỳ 2.500 năm.
Đài Bắc 101 được thiết kế để linh hoạt, cũng như khả năng kháng cự trên phương diện cấu trúc, vì dù tính linh hoạt ngăn chặn kiến trúc bị tổn hại, song kháng cự đảm bảo an toàn cho những người trong tòa nhà và bảo vệ kính, mặt dựng và các đặc điểm khác. Hầu hết thiết kế đạt được độ vững chắc cần thiết bằng cách khuếch trương các thành phần cấu trúc then chốt như giằng. Do chiều cao của Đài Bắc 101, kết hợp với địa chất khu vực xung quanh — tòa nhà nằm ngay sát một đường đứt gãy lớn — Đài Bắc 101 sử dụng cách xây dựng thép hiệu năng cao và 36 cột, trong đó có tám cột rất lớn được đổ 10.000 psi (69 MPa) bê tông. Các giàn rầm chìa (Outrigger trusses), nằm trong quãng tám tầng, liên kết các cột trong lõi tòa nhà đến các cột bên ngoài.
Các đặc điểm này kết hợp vơí độ vững chắc của móng khiến Đài Bắc 101 nằm trong số các tòa nhà ổn định nhất từng được xây dựng. Móng được gia cố bằng 380 cọc được đóng sâu 80 m (262 ft) xuống đất, cắm sâu đến 30 m (98 ft) vào móng địa chất. Mỗi cọc có đường kính 1,5 m (5 ft) và có thể chịu tải 1.000–1.320 tấn (1.100–1.460 tấn Mỹ). Trong quá trình xây dựng, vào ngày 31 tháng 3 năm 2002, một trận động đất mạnh 6,8 độ làm rung chuyển Đài Bắc; hai cần trục từ tầng thứ 56, tức tầng cao nhất của tòa nhà lúc đó, bị đổ khiến năm người thiệt mạng, song một cuộc kiểm tra cho thấy tòa nhà không có thiệt hại về mặt cấu trúc.
RWDI thiết kế một con lắc thép nặng 660 tấn (728 tấn Mỹ) đóng vai trò làm một thiết bị giảm chấn khối lượng điều chỉnh, có chi phí là 132 triệu Đài tệ (4 triệu USD). Được treo lơ lửng từ tầng 92 xuống tầng 87, con lắc đu đưa để bù chuyển động trong tòa nhà do các cơn gió mạnh gây ra. Khối cầu của thiết bị này là khối cầu giảm chấn lớn nhất trên thế giới, gồm có 41 tấm thép tròn có đường kính khác nhau, mỗi tấm dày 125 mm (4,92 in), được hàn vào nhau để hình thành một khối cầu có đường kính 5,5 m (18 ft). Hai thiết bị giảm chấn khối lượng điều chỉnh khác, mỗi cái nặng 6 tấn (7 tấn Mỹ), được đặt tại đỉnh của chóp để giúp tránh tổn thất cho cấu trúc do gió mạnh. Ngày 8 tháng 8 năm 2015, gió mạnh từ Bão Soudelor làm đu đưa thiết bị giảm chấn chính 100 xentimét (39 in) – chuyển động lớn nhất từng ghi nhận được.
Thiết bị giảm chấn trở thành một điểm thu hút du khách, thành phố tạo ra một linh vật là the Damper Baby. Bốn phiên bản của Damper Baby: "Rich Gold", ""Cool Black", "Smart Silver" và "Lucky Red" được thiết kế và được làm thành các tượng nhỏ và vật kỷ niệm bán trong các cửa hàng quà tặng của Đài Bắc 101. Damper Baby có vẻ dễ thương thu hút mọi lứa tuổi, trở thành một biểu tượng địa phương phổ biến.

### Bề ngoài
Vách kính dựng màu lam-lục đặc trưng của Đài Bắc 101 là kính nổi kép và được tráng men, tạo bảo vệ nhiệt và tia cực tím đủ để ngăn 50% nhiệt bên ngoài, và có thể chịu được va đập 7 tấn (8 tấn Mỹ). Hệ thống lập diện gồm các tấm thép và nhôm được đặt vào một lưới chịu mô men nằm nghiêng, có thể chịu được chuyển dịch nằm ngang trong địa chấn lên đến 95 mm mà không chịu tổn thất.
Các góc nguyên bản của hệ thống lập diện được thử nghiệm tại RWDI tại Ontario, Canada. Mô phỏng một cơn bão trăm năm tại RWDI tạo ra một xoáy tạo thành gió 105 dặm Anh trên giờ (169 km/h) trong ba giây trên độ cao 10 mét, hay tương đương với mức dao động ngang của tháp gây ra dao động gió bên lớn. Một thiết kế gối trục vạt cạnh đôi được tạo ra để giảm đáng kể dao động gió bên này, kết quả là hệ thống lập diện có góc "bậc thang đôi" trong thiết kế chung cuộc. Kiến trúc sư Lý Tổ Nguyên cũng sử dụng các yếu tố lập diện trên quy mô rộng để biểu thị cho đặc tính tượng trưng mà ông theo đuổi. Các yếu tố lập diện này gồm có kính nhuộm màu lục để trông giống loài tre mảnh bản địa, tám bậc nghiêng hướng ra ngoài và lên trên giống với các tầng của chùa và mỗi bậc có tám tầng, một gậy như ý và một biểu tượng hộp tiền nằm giữa hai đoạn lập diện.
Hệ thống nước tái chế từ mái và lập diện của Đài Bắc 101 đáp ứng 20-30% nhu cầu nước của tòa nhà. Trong tháng 7 năm 2011, Đài Bắc 101 được chứng nhận là "tòa nhà xanh cao nhất thế giới" theo tiêu chuẩn LEED.

### Biểu trưng

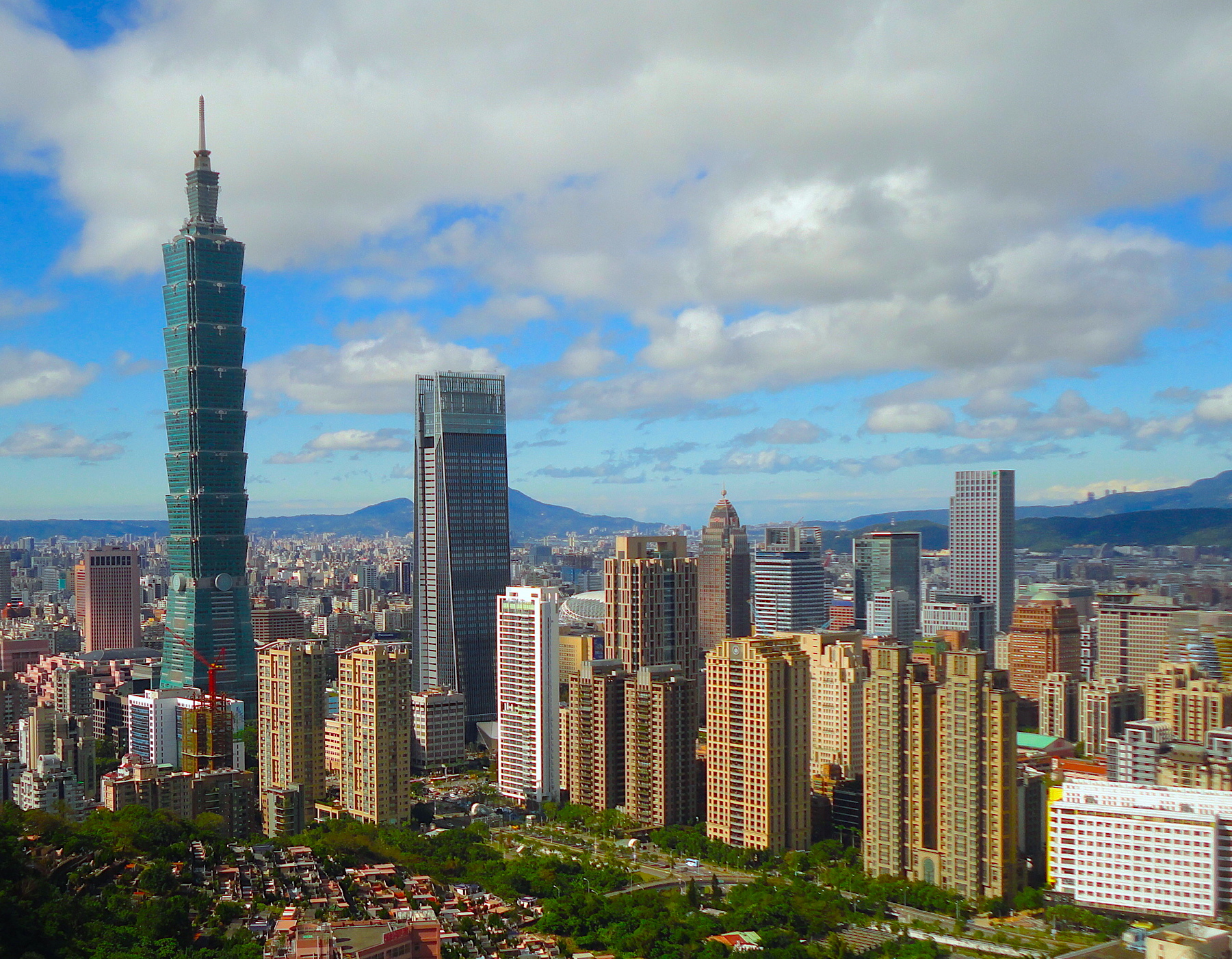
Đài Bắc 101 phía đường chân trời.

Chiều cao các tầng của 101 tượng trưng sự tái sinh của thời gian: thế kỷ mới đến khi tòa nhà đang được xây (100+1) và toàn bộ năm mới sau đó (1 tháng 1 = 1-01). Nó tượng trưng cho tư tưởng trọng cao khi lấy một số tốt hơn 100, vốn là số hoàn hảo theo truyền thống. Số này cũng gợi lên hệ nhị phân dùng trong kỹ thuật số.
Tháp chính có đặc điểm là một chuỗi gồm tám đoạn, mỗi đoạn có tám tầng. Trong văn hóa Trung Hoa, số 8 (bát) có liên hệ với sự giàu có, thịnh vượng và may mắn. Trong các nền văn hóa quy định một tuần có bảy ngày thì số tám tượng trưng cho tái sinh thời gian (7+1). Trong kỹ thuật số, số tám có liên quan đến byte, là 8 bit. Một bit là đơn vị (tối thiểu) cơ bản của thông tin.
Các đoạn đồng thời gợi lại sự nhịp nhàng của một chùa châu Á (một tháp liên kết đất và trời, cũng được gợi lên tại Tháp đôi Petronas), một thân tre (tượng trưng cho học tập và phát triển), và một sấp hộp thỏi hay tiền Trung Quốc cổ đại (tượng trưng cho giàu có). Dân chúng đôi khi ví hình dáng của tòa nhà như một sấp hộp đồ ăn Trung Quốc kiểu Tây; tất nhiên, hình dạng có thể xếp chồng của các hộp này bắt nguồn từ các hộp tiền cổ. Bốn đĩa gắn trên mỗi mặt của tòa nhà nơi bệ gặp tháp tượng trưng cho tiền xu cổ. Huy hiệu được đặt trên lối vào thể hiện ba đồng xu vàng với thiết kế cô đại với lỗ ở giữa với ngụ ý về số 1-0-1.
Các hình tượng 'như ý' xoắn xuất hiện khắp cấu trúc với tư cách một mô típ thiết kế. Mặc dù hình dạng của mỗi gậy như ý tại Đài Bắc 101 theo truyền thống, song dựng hình nó trên kim loại công nghiệp rõ ràng mang tính hiện đại. Gậy như ý là một bùa có nguồn gốc cổ đại, nó được cho là giúp chữa bệnh, bảo vệ và ứng nghiệm. Nó xuất hiện trong các lễ kỷ niệm đạt được điểm cao sự nghiệp mới. Mái cong sâu rộng của phố mua sắm kế bên còn có một gậy như ý khổng lồ che mưa nắng cho khách bộ hành. Mỗi trang trí gậy như ý tại ngoại thất của Đài Bắc 101 cao ít nhất 8 m (26 ft).
Vào ban đêm, tia sáng màu vàng tươi từ tháp nhọn khiến Đài Bắc 101 đóng vai trò của một ngọn nến hay đuốc duy trì các ý tưởng về tự do và hoan nghênh. Từ 6 giờ tối đến 10 giờ tối mỗi ngày các đèn của tháp chiếu một trong bảy màu quang phổ. Các màu tương ứng với các ngày trong tuần:
| Ngày | Thứ Hai | Thứ Ba | Thứ Tư | Thứ Năm | Thứ Sáu | Thứ Bảy | Chủ Nhật |
| Màu  | đỏ      | cam    | vàng   | lục     | lam     | tím     | tía      |

Giống như nhiều tòa nhà lân cận, Đài Bắc 101 cho thấy ảnh hưởng của triết lý phong thủy. Một ví dụ thể hiện trong hình dạng một đài phun nước granit lớn nằm tại giao lộ của đường Tùng Liêm và đường Tín Nghĩa gần lối vào phía đông của tháp. Một quả cầu ở trên cùng của đài phun nước quay tròn về phía tháp. Với tư cách là một công trình nghệ thuật công cộng, đài phun nước thể hiện tương phản với tháp trong cấu tạo còn thiết kế của nó phản chiếu nhịp của tháp. Đài phun nước cũng có một chức năng thực tiễn trong "phong thủy". Một giao lộ hình chữ T gần lối vào tòa nhà đại diện cho dòng chảy tiềm tàng của năng lượng dương, hay Khí, từ cấu trúc và người trong đó. Đặt nước chảy như vậy được cho là giúp chuyển hướng dòng khí.

### Nội thất
Đài Bắc 101 là tòa nhà chọc trời đầu tiên lập kỷ lục trong thế kỷ 21. Nó thể hiện một số đặc điểm tiến bộ trên phương diện kỹ thuật trong khi tạo nên một trung tâm kinh doanh và giải trí. Cáp quang và Internet vệ tinh của tòa nhà vào năm 2004 cho phép truyền dữ liệu lên tới một gigabyte mỗi giây.
Các thang máy hai tầng được Công ty Toshiba Elevator and Building Systems Corporation (TELC) của Nhật Bản xây dựng, lập kỷ lục mới trong năm 2004 với hạng mục tốc độ tăng tốc nhanh nhất thế giới, với 60,6 kilômét (37,7 mi) trên giờ, hay 16,83 m (55,22 ft) trên giây, tốc độ các thang máy của Đài Bắc 101 nhanh hơn 34,7% so với tòa nhà nắm giữ kỷ lục trước đó là thang máy Yokohama Landmark Tower tại Nhật Bản, với tốc độ 12,5 m (41 ft) mỗi giây (45,0 km/h, 28,0 mi/h). Các thang máy của Đài Bắc 101 đưa du khách từ tầng thứ năm lên đài quan sát trên tầng 89 chỉ mất 37 giây. Mỗi thang máy mang đặc điểm của một vật thể khí động lực, điều áp đầy đủ, hệ thống hãm phanh khẩn cấp tân tiến, và hệ thống chống quá xung ba tầng đầu tiên của thế giới. Chi phí cho mỗi thang máy là 80 triệu Đài tệ (2,4 triệu USD).
Một Bộ hấp thụ dao động thụ động dạng khối lượng (TMD) 660 tấn (728 tấn Mỹ) nằm giữa các tầng 87 và 91, giữ thăng bằng cho tháp chống lại sự dịch chuyển do gió trên cao gây ra. Bộ hấp thụ có thể giảm thiểu còn 40% sự dịch chuyển của tháp. Toàn bộ du khách có thể trông thấy TMD từ tầng 87 đến tầng 91.
Hai nhà hàng được mở trên tầng 85: Diamond Tony's/隨意鳥地方 có hải sản và thịt nướng kiểu Âu, và Shin Yeh 101 (欣葉) phục vụ ẩm thực Đài Loan. Toàn bộ tầng 86 là nhà hàng Đài Loan Ding Xian 101/頂鮮101. Din Tai Fung, một số cơ sở ăn uống quốc tế và cửa hàng bán lẻ cũng hoạt động tại phố mua sắm liền kề. Phố mua sắm bán lẻ nhiều tầng liền kề tháp là nơi có hàng trăm cửa hàng thời trang, nhà hàng, câu lạc bộ và các điểm tham quan khác. Nội thất khu mua sắm được thiết kế hiện đại dù có sử dụng các yếu tố truyền thống. Nhiều đặc điểm nội thất cũng tuân theo truyền thống phong thủy.

#### Danh mục tầng
Tầng thứ 101 có một câu lạc bộ VIP riêng tư mang tên Summit 101, theo tài liệu đài quan sát. Trước năm 2014, không có thông tin công khai về câu lạc bộ này. Năm 2014, các bức ảnh về câu lạc bộ độc nhất này được trình chiếu trên TV lần đầu tiên. Một người phát ngôn của Công ty Trung tâm Tài chính Đài Bắc nói rằng chỉ các chức sắc ngoại quốc, diễn viên điện ảnh Hollywood, và người chi tiêu cao tại khu mua sắm Đài Bắc 101 (trên 1 triệu Đài tệ) mới được mời vào câu lạc bộ VIP.
Muốn tiếp cận tầng 101 cần phải qua hai lần chuyển thang máy tại tầng 89 và tầng 93. Chỉ có một thang máy để lên chín tầng trên cùng (93-101). Tầng 101 được chia thành ba mức: 101F (thấp), 101MF (lửng) và 101RF (mái). Câu lạc bộ VIP hiện diện tại mức thấp, còn 101RF là sàn máy móc có thể tiếp cận đến tháp chóp cao 60 mét có 24 mức và chỉ có thể tiếp cận bằng thang.
Từ tầng 92 đến tầng 100 chính thức được xác định là các tầng truyền thông, song không rõ có đài phát thanh và truyền hình nào hiện phát sóng từ đỉnh của Đài Bắc 101. Đài quan sát tầng thứ 91 là tầng cao nhất mở cửa cho công chúng, song không giống như các tầng cho thuê/kín từ tầng 7 đến tầng 90, không có dấu hiệu có thể tiếp cận các tầng cao nhất tại đó.
4 là con số không may mắn trong văn hóa Trung Hoa, do đó tầng thứ 44 được ghi là tầng 43, còn tầng thứ 43 được ghi là tầng 42A để bù cho con số bị bỏ qua.
Có một thang máy chở hàng để tiếp cận các tầng từ hầm 5 đến 91, với một nút bấm mỗi tầng.

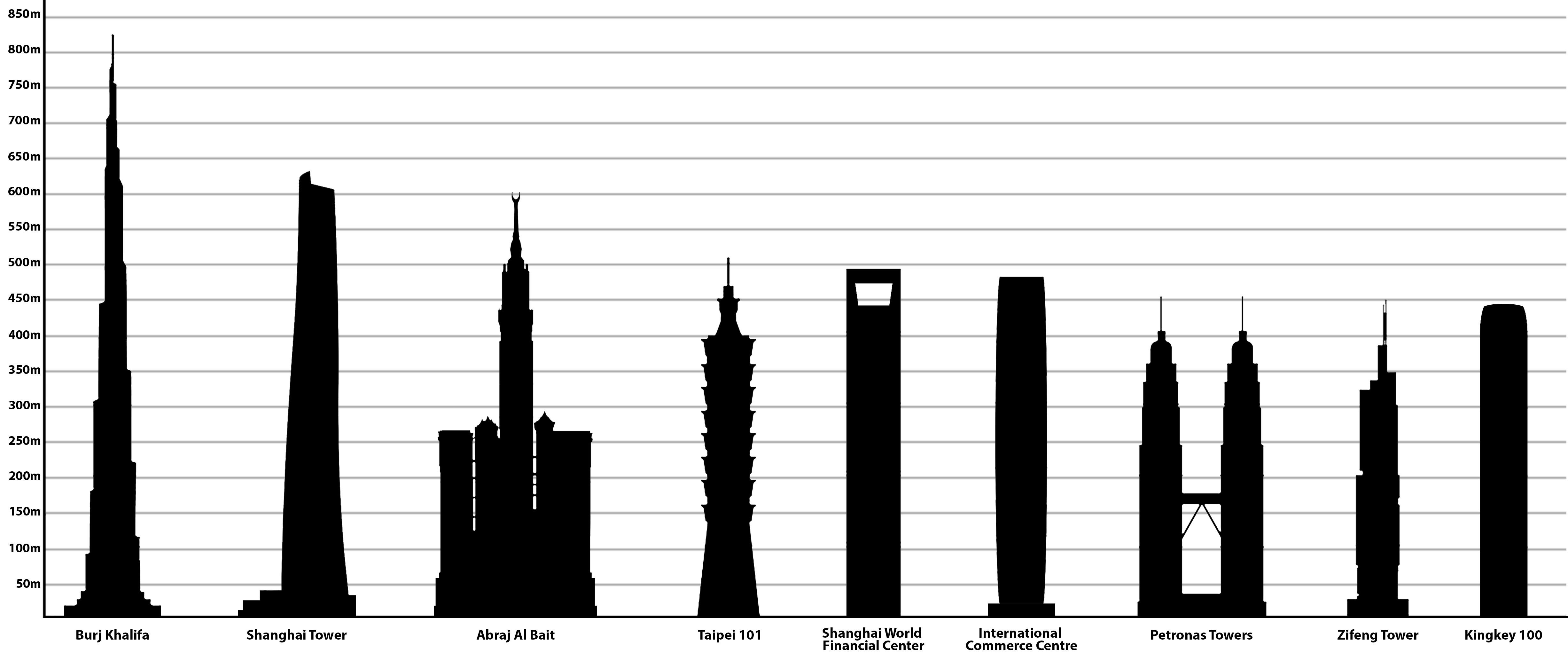
Đài Bắc 101 thứ tư từ trái, so với các tòa nhà cao nhất tại châu Á.

| Tầng 101            | Đỉnh 101 (Câu lạc bộ VIP riêng tư) |
| Tầng 92 – 100       | Các tầng truyền thông              |
| Tầng 91             | Sàn quan sát ngoài trời            |
| Tầng 88 – 89        | Sàn quan sát trong nhà             |
| Tầng 85 – 86        | Nhà hàng quan sát                  |
| Tầng 59 – 84        | Tầng văn phòng khu cao             |
| Tầng 59 – 60        | Tầng hành lang bầu trời            |
| Tầng 35 – 58        | Tầng văn phòng khu trung           |
| Tầng 36             | Trung tâm Hội nghị Đài Bắc 101     |
| Tầng 35 – 36        | Tầng hành lang bầu trời            |
| Tầng 35             | Tầng tiện nghi                     |
| Tầng 9 – 34         | Tầng văn phòng khu thấp            |
| Tầng hầm 1 – tầng 5 | Khu mua sắm Đài Bắc 101            |
| Tầng hầm 5 - 2      | Đỗ xe                              |

### Sàn quan sát

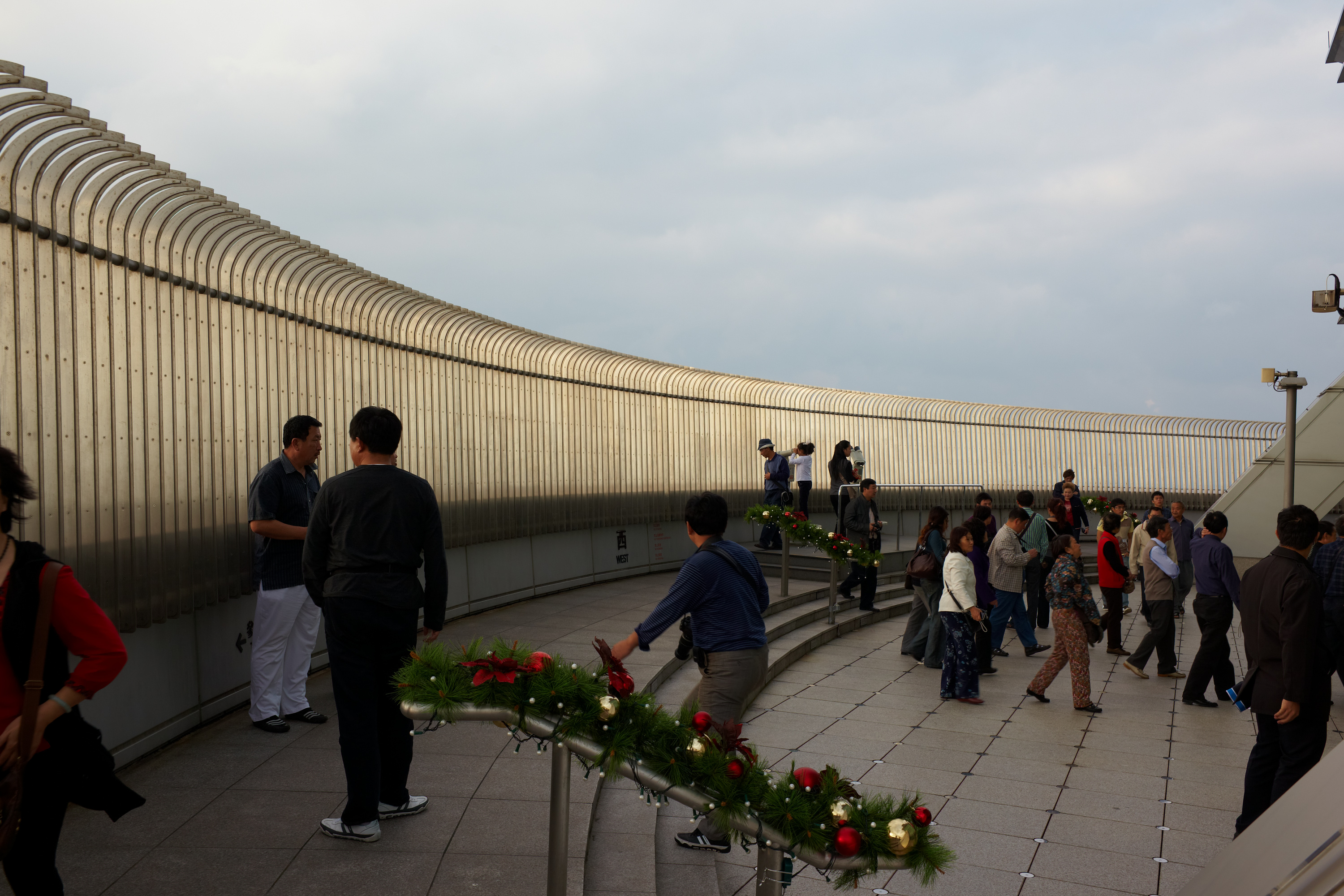
Sàn quan sát ngoài trời tại tầng 91 cao 391,8 m.

Đài Bắc 101 có một sàn quan sát trong nhà (tầng 88 và 89) và một sàn quan sát ngoài trời (tầng 91). Chúng đều có góc nhìn 360 độ và thu hút du khách khắp thế giới. Đài quan sát trong nhà nằm trên độ cao 383,4 m (1.258 ft)  từ mặt đất, tạo môi trường thoải mái, các cửa sổ lớn bảo vệ khỏi tia UV, hướng dẫn du lịch ghi âm sẵn bằng tám ngôn ngữ, và màn hình hiển thị thông tin cùng vật trưng bày đặc biệt. Tại đây mọi người có thể ngắm nhìn bộ hấp thụ dao động chính của tòa nhà, mua thực phẩm, đồ uống và quà tặng. Đài quan sát ngoài trời nằm trên độ cao 391,8 m (1.285 ft) so với mặt đất, là sàn quan sát cao thứ hai trên thế giới trong một tòa nhà cao tầng và là sàn cao nhất tại Đài Loan.
Đài quan sát trong nhà mở cửa mười ba tiếng một ngày (9–22 giờ) suốt tuần cũng như trong các dịp đặc biệt; Đài quan sát ngoài trời cũng mở cửa cùng thời điểm khi thời tiết cho phép. Vé có thể mua tại khu mua sắm (tầng 5) hoặc trả trước tại trang tin điện tử. Giá vé là NT$500 (US$17, tính đến 9 tháng 9 năm 2013) và cho phép tiếp cận từ tầng 88 đến 91 thông qua thang máy tốc độ cao.

### Nghệ thuật
Nhiều công trình nghệ thuật xuất hiện trong hoặc xung quanh Đài Bắc 101. Chúng gồm Dialogue between Yin and Yangcủa nghệ sĩ người Đức Rebecca Hornin vào năm 2002 (gang, thép), 1-0 vào năm 2002 và Love vào năm 2003 của nghệ sĩ người Mỹ Robert Indiana (nhôm), Between Earth and Sky của nghệ sĩ người Pháp Ariel Moscovici vào năm 2002 (rose de la claret granite), Global Circle của nghệ sĩ người Đài Loan Chung Pu vào năm 2002 (granite đen, cẩm thạch trắng), City Composition của nghệ sĩ người Anh Jill Watson vào năm 2002 (đồng), và Infinite Life của nghệ sĩ người Đài Loan Kang Mu Hsiang vào năm 2013 (nhôm). Hơn nữa, Đài quan sát trong nhà có một loạt cuộc triển lãm thường lệ. Các nghệ sĩ biểu diễn gồm Wu Ching (điêu khắc vàng), Ping-huang Chang (hội họa truyền thống) và Po-lin Chi (nhiếp ảnh không trung).

## Lịch sử

### Xây dựng
Kế hoạch xây dựng Đài Bắc 101 bắt đầu vào tháng 7 năm 1997 thời Trần Thủy Biển làm thị trưởng Đài Bắc. Thảo luận giữa các thương gia và quan chức chính quyền thành phố ban đầu tập trung vào một đề xuất một tòa tháp 66 tầng làm điểm nhấn cho sự phát triển mới của khu kinh doanh. Những người lập kế hoạch xem xét đưa ra một cấu trúc mới tham vọng hơn về chiều cao chỉ sau khi một người nước ngoài đề xuất, cùng với nhiều đặc điểm khác được sử dụng trong thiết kế của tòa nhà. Phải đến mùa hè năm 2001, thành phố mới cấp phép để xây dựng một tòa tháp 101 tầng lầu tại địa điểm trên. Trong khi đó, việc xây dựng đã được tiến hành và cột tháp đầu tiên được dựng vào mùa hè năm 2000.
Một trận động đất lớn diễn ra tại Đài Loan vào ngày 31 tháng 3 năm 2002 đã phá hủy một cần trục xây dựng trên nóc, khi đó là tầng số 47. Cần trục rơi xuống đường Tín Nghĩa bên dưới tháp, nghiền nát một số xe và khiến năm người thiệt mạng, gồm hai thợ máy cần trục và ba công nhân không được trang bị lao động phù hợp. Tuy nhiên, một cuộc thanh tra cho thấy không có thiệt hại về cấu trúc cho tòa nhà, và công tác xây dựng có thể tái khởi động trong một tuần.
Mái của Đài Bắc 101 hoàn thành sau ba năm vào ngày 1 tháng 7 năm 2003. Thị trưởng Đài Bắc đương thời là Mã Anh Cửu cài chặt một mũi tên vàng nhằm biểu thị thành tích. Lễ khánh thành chính thức được tiến hành vào tối đón năm mới 2004. Tổng thống Trần Thủy Biển, Thị trưởng Mã Anh Cửu và Viện trưởng Tư pháp viện Vương Kim Bình cắt băng khánh thành. Hòa nhạc ngoài trời có sự tham gia của một số người nổi tiếng như Trương Huệ Muội và Tôn Yến Tư. Du khách đi thang máy đến đài quan sát lần đầu tiên. Một vài giờ sau đó pháo hoa lần đầu được bắn ra từ Đài Bắc 101 để chào năm mới.

### Niên biểu
Các thời điểm quan trọng trong quá trình lập kế hoạch và xây dựng Đài Bắc 101 bao gồm:
| Ngày                 | Sự kiện                                                                                                  |
| -------------------- | --- |
| 20 tháng 10 năm 1997 | Thỏa thuận về quyền phát triển và hoạt động với chính quyền Đài Bắc.                                     |
| 13 tháng 1 năm 1999  | Lễ động thổ.                                                                                             |
| 7 tháng 6 năm 2000   | Cột tháp đầu tiên được dựng.                                                                             |
| 13 tháng 4 năm 2001  | Thiết kế thay đổi đến cao 509,2 m được chính quyền Đài Bắc phê chuẩn.                                    |
| 13 tháng 6 năm 2001  | Khu mua sắm Đài Bắc 101 cất nóc.                                                                         |
| 10 tháng 8 năm 2001  | Giấy phép xây dựng cấp cho 101 tầng lầu.                                                                 |
| 31 tháng 3 năm 2002  | Công trình đang xây dựng tồn tại sau động đất mạnh 6,8 độ mà không chịu thiệt hại.                       |
| 13 tháng 5 năm 2003  | Khu mua sắm Đài Bắc 101 có giấy phép sở hữu.                                                             |
| 1 tháng 7 năm 2003   | Nóc Đài Bắc 101 hoàn thành.                                                                              |
| 17 tháng 10 năm 2003 | Đặt tháp nhọn.                                                                                           |
| 14 tháng 11 năm 2003 | Khu mua sắm Đài Bắc 101 mở cửa.                                                                          |
| 15 tháng 4 năm 2004  | Hội đồng kiến trúc cao tầng và nhà ở đô thị (CTBUH) chứng nhận Đài Bắc 101 là tòa nhà cao nhất thế giới. |
| 12 tháng 11 năm 2004 | Tháp có giấy phép sở hữu.                                                                                |
| 31 tháng 12 năm 2004 | Tháp mở cửa cho công chúng.                                                                              |
| 1 tháng 1 năm 2005   | Trình diễn pháo hoa năm mới lần đầu tiên.                                                                |

### Sự kiện

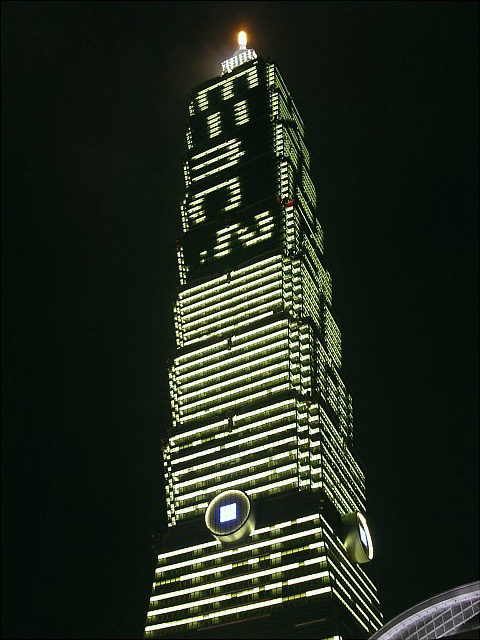
Chăng đèn E=mc^{2} vào ngày 19 tháng 4 năm 2005.

Đài Bắc 101 là địa điểm diễn ra nhiều sự kiện đặc biệt. Các triển lãm nghệ thuật được diễn ra thường lệ tại đài quan sát.
Ngày 28 tháng 2 năm 2005, cựu Tổng thống Hoa Kỳ Bill Clinton đến thăm và ký vào các cuốn tự truyện của ông. Ngày 19 tháng 4 năm 2005, tháp hiển thị công thức "E=mc2" bằng đèn nhằm kỷ niệm 100 năm công bố thuyết tương đối của Einstein. Quy mô hiển thị tại tháp là lớn nhất trong 65.000 chỗ trong 47 quốc gia, nằm trong lễ kỷ niệm quốc tế Vật lý học khai sáng thế giới. Ngày 20 tháng 10 năm 2006, tháp hiển thị một dải băng màu hồng bằng đèn để nâng cao nhận thức ung thư vú. Chiến dịch mười ngày được đơn vị sở hữu Đài Bắc 101 và Estée Lauder bảo trợ.
Ngày 25 tháng 12 năm 2004, nhà leo trèo người Pháp Alain Robert tiến hành leo hợp pháp lên đỉnh của tháp nhọn trong bốn giờ. Ngày 12 tháng 12 năm 2007, một người chơi base jumper từ Áo là Felix Baumgartner tiến hành nhảy dù trái phép từ tầng 91 của Đài Bắc 101. Ngày 20 tháng 11 năm 2005, giải Taipei 101 Run Up thường niên đầu tiên được tổ chức khi các vận động viên bước qua 2.046 bậc từ tầng 1 lên tầng 91. Tiền thu được sẽ cấp cho đội tuyển Olympic Đài Loan. Người thắng giải của nam là Paul Crake đến từ Úc (10 phút 29 giây) và chiến thắng cuộc đua của nữ là Andrea Mayr đến từ Áo (12 phút, 38 giây). Ngày 15 tháng 6 năm 2008, Taipei 101 Run Up thu hút 2.500 người tham gia. Người chiến thắng giải của nam là Thomas Dold đến từ Đức (10 phút 53 giây).

### Phát triển
Công ty Trung tâm Tài chính Đài Bắc (TFCC) vào ngày 2 tháng 11 năm 2009 công bố kế hoạch nhằm biến Đài Bắc 101 thành "kiến trúc xanh cao nhất thế giới" vào mùa hè năm 2011 theo tiêu chuẩn LEED. Cấu trúc đã được thiết kế để tiết kiệm năng lượng, với các cửa kính hai lớp ngăn đến 50% nhiệt từ bên ngoài và nước tái chế đáp ứng 20-30 phần trăm nhu cầu của tòa nhà. Chứng chỉ LEED đòi hỏi kiểm tra và nâng cấp trong hệ thống dây điện, nước và thiết bị chiếu sáng với chi phí 60 triệu Đài tệ (1,8 triệu USD). Ước tính khoản tiết kiệm từ việc sửa đổi sẽ bù đắp đủ kinh phí bỏ ra trong ba năm. Dự án được tiến hành dưới sự chỉ đạo của một đội quốc tế gồm Siemens Building Technologies, nhà thiết kế kiến trúc và nội thất Steven Leach Group và hãng tư vấn LEED EcoTech International. Công ty thỉnh cầu được trao chứng nhận hạng bạch kim từ LEED vào đầu năm 2011. Ngày 28 tháng 7 năm 2011, Đài Bắc 101 nhận chứng chỉ bạch kim LEED với tên "Kiến trúc hiện hữu: Vận hành và Bảo trì". Nó thay thế Bank of America Tower tại Manhattan là kiến trúc xanh cao nhất thế giới và được sử dụng cao nhất, trong khi tòa nhà Environmental Protection Agency tại Florida là kiến trúc xanh cao nhất thế giới. Mặc dù dự án có chi phí 60 triệu Đài tệ (U2,08 triệu USD), nó dự kiến sẽ tiết kiệm 14,4 triệu KWh điện năng, hay là tiết kiệm 18% điện năng, tương đương 36 triệu Đài tệ (1,2 triệu USD) mỗi năm.